# Beacon Hill (berg i Hongkong)
Beacon Hill (kinesiska: 筆架山) är ett berg i Hongkong (Kina). Det ligger i den norra delen av Hongkong. Toppen på Beacon Hill är 457 meter över havet, eller 184 meter över den omgivande terrängen. Bredden vid basen är 3,7 km.
Terrängen runt Beacon Hill är huvudsakligen kuperad, men åt sydväst är den platt. En vik av havet är nära Beacon Hill åt sydväst.  Centrala Hongkong ligger 7,2 km söder om Beacon Hill. I omgivningarna runt Beacon Hill växer i huvudsak städsegrön lövskog.